# Агульский язык
Агу́льский язы́к (Агъул чӏал) — один из малочисленных лезгинских языков, язык агульцев.  Распространён в Агульском и Курахском районах Дагестана. 
По переписи 2021 года агульским языком владеют 20 563 человека, из них 18 306 — в Дагестане.
Ряд исследователей высказывает мнение, что кошанское наречие следует рассматривать как отдельный язык.
На агульском языке публикуется часть материалов в газете «Вести Агула».

## Письменность

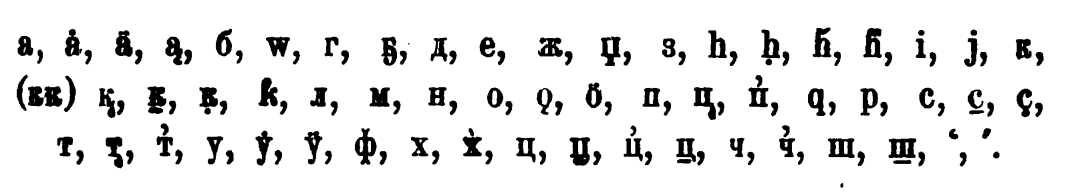
Агульский алфавит, предложенный А. Дирром (1907)

Составителями агульского алфавита являются профессор Ш. А. Мазанаев и к.ф.н. И. А. Мазанаев. Алфавит, созданный ими на основе русского алфавита, был одобрен постановлением Совета Министров ДАССР № 128 от 10 августа 1990 года. В 1992 году вышел в свет первый Букварь на агульском языке, написанный авторами агульского алфавита и к.ф.н., преподавателем ДГУ С. Н. Гасановой. Агульский алфавит на основе кириллицы был принят постановлением Совета Министром Дагестанской АССР 10 августа 1990 года. Его авторами были Ш. А. Мазанаев и И. А. Мазанаев. Алфавит включает следующие буквы:
| А а   | Б б   | В в   | Г г   | Гъ гъ | Гь гь | ГӀ гӀ | Д д   | Дж дж |
| Е е   | Ё ё   | Ж ж   | З з   | И и   | Й й   | К к   | Кк кк | Къ къ |
| Кь кь | КӀ кӀ | Л л   | М м   | Н н   | О о   | П п   | Пп пп | ПӀ пӀ |
| Р р   | С с   | Т т   | Тт тт | ТӀ тӀ | У у   | Уь уь | Ф ф   | Х х   |
| Хъ хъ | Хь хь | ХӀ хӀ | Ц ц   | ЦӀ цӀ | Ч ч   | Чч чч | ЧӀ чӀ | Ш ш   |
| Щ щ   | ъ     | I     | ы     | ь     | Э э   | Ю ю   | Я я   |       |

## Лингвистическая характеристика
Различают диалекты: тпигский (лёг в основу литературного языка), керенский (ричинский), кошанский (кушанский, включает говоры арсугский, буршагский, и худигский; подвергся сильному влиянию табасаранского языка и значительному влиянию даргинского языка), буркиханский (кекхюнский) и фитинский (представлен в одном ауле)

### Фонетика и фонология
Характерная черта вокализма — наличие умлаутизированных (аь, уь, оь) и фарингализованных (аӀ, уӀ) гласных. Смычные согласные представлены четверичной системой (звонкий, придыхательный, гемината, абруптивный), а спиранты — троичной (звонкий, глухой, геминированный глухой). В речи жителей села Буршаг и села Арсуг есть денто-лабиализированные шипящие: жъ, джъ, чъ, ччъ, чӏъ, шъ, шшъ. Ударение обычно падает на второй слог, иногда — на первый.

### Морфология
Категория грамматических классов отсутствует, классные показатели этимологически прослеживаются в некоторых именах, глаголах и т. д. У существительных, кроме категории числа, 28 падежей: 4 основных (именительный, эргативный, родительный, дательный) и 24 местных, разбитых на 8 серий, по 3 падежа в каждой (локатив, направительный падеж, исходный). Основой косвенных падежей служит эргативный падеж. Глагол обладает сложной системой имён и наклонений, не имеет категорий класса, числа и лица. Его основа осложнена префиксами и локальными превербами. Основные конструкции простого предложения: номинативная, эргативная, дативная.

### Грамматика
- Дирр А. М. Агульский язык // Сборник материалов для описания местностей и племён Кавказа. Вып. XXXVII. Тифлис, 1907.
- Исрафилов Н. Р. Фитинский говор агульского языка. Махачкала: ИЯЛИ ДНЦ РАН, 2013.
- Магометов А. А. Агульский язык: Исследования и тексты. Тбилиси, 1970.
- Мерданова С. Р. Морфология и грамматическая семантика агульского языка. (На материале хпюкского говора.) М., 2004.
- Рамазанов М. Р. Грамматика агульского языка: Научно-нормативное исследование. Махачкала, 2014.
- Сулейманов Н. Д. Сравнительно-историческое исследование диалектов агульского языка. Махачкала, 1993.
- Тарланов З. К. Агулы: их язык и история. Петрозаводск, 1994.
- Тарланов З. К. Проблемы общей грамматики и грамматика агульского языка. Махачкала: ИЯЛИ ДНЦ РАН, 2013.
- Шаумян Р. М. Грамматический очерк агульского языка (с текстами и словарем). М.—Л., 1941.

### Лексика и фразеология; словари
- Гасанова С. Н. Краткий фразеологический словарь агульского языка. Махачкала, 2008.
- Исрафилов Р. С., Исрафилов Н. Р. Фразеологический словарь агульского языка. Махачкала: ДГПУ, 2014.
- Мазанаев Ш. А. Русско-агульский словарь. — Махачкала, Издательство ДГУ, 2012.
- Мазанаев Ш. А. Агульско-русский словарь. — Махачкала, Издательство ДГУ, 2014.
- Рамазанов М. Р. Агульско-русский словарь. Махачкала, 2010.
- Рамазанов М. Р. Этимологический словарь агульского языка. Махачкала, 2013.
- Сулейманов Н. Д. Агульско-русский (диалектологический) словарь. Махачкала, 2003.